# Dicksonia kingii
Dicksonia kingii là một loài dương xỉ trong họ Dicksoniaceae. Loài này được Bedd. mô tả khoa học đầu tiên năm 1892.
Danh pháp khoa học của loài này chưa được làm sáng tỏ. 